# Ixora tanzaniensis
Ixora tanzaniensis är en måreväxtart som beskrevs av Diane Mary Bridson. Ixora tanzaniensis ingår i släktet Ixora och familjen måreväxter. Inga underarter finns listade i Catalogue of Life.